# Ilias Akhomach
Ilias Akhomach Chakkour (arabisch إلياس أخوماش شقور, DMG Iilyad 'Akhumash Shaquwr; * 16. April 2004 in Piera) ist ein spanischer Fußballspieler marokkanischer Abstammung. Er steht zurzeit beim spanischen Erstligisten FC Villareal unter Vertrag.

## Karriere
Akhomach wurde als Sohn marokkanischer Immigranten in einer Gemeinde in Katalonien, Spanien geboren. Er begann mit jungen Jahren Fußball zu spielen und durchlief mehrere lokale Mannschaften. 2017 wechselte Akhomach im Alter von 13 Jahren von Gimnástic Manresa zu La Masia, die Jugendakademie des FC Barcelona. Am 7. November 2020 debütierte Akhomach in der zweiten Mannschaft des FC Barcelona.
Im November 2021 wurde Akhomach zum ersten Mal vom Trainer Xavi im Kader der ersten Mannschaft aufgerufen. Sein Debüt für die A-Mannschaft bestritt Akhomach kurz darauf am 20. November 2021 im Spiel gegen Espanyol Barcelona. Er stand in der Startaufstellung, ehe er in der zweiten Hälfte für Abde Ezzalzouli ausgewechselt wurde.
Im Sommer 2023 wechselte Akhomach nach 6 Jahren beim FC Barcelona zum Ligakonkurrenten FC Villareal.